# Kate Markgraf
Kate Markgraf, née Kathryn Michele Sobrero le 23 août 1976 à Bloomfield Hills dans le Michigan, est une ancienne joueuse de soccer américaine évoluant au poste de défenseuse. Elle a notamment été sacrée championne du monde en 1999 et championne olympique en 2004 et 2008.

## Biographie

### Carrière en sélection
Elle dispute son premier match international avec l'équipe des États-Unis en 1998 face à l'Argentine sous le nom de Kate Sobrero.
Elle est la plus jeune joueuse de l'équipe qui remporte la coupe du monde 1999. Elle participe également aux coupes du monde 2003 et 2007 où les États-Unis terminent troisièmes.
Elle remporte avec l'équipe olympique l'argent à Sydney en 2000, puis l'or en 2004 et 2008.
Le 13 juillet 2010, après une interruption de près de deux ans, elle dispute son 200e match international en amical face à la Suède et devient la 10e joueuse mondiale à passer ce cap. Elle annonce sa retraite internationale le 27 novembre 2010, à la mi-temps d'un match de qualification pour la coupe du monde 2011, face à l'Italie.

### Reconversion
Depuis 2009 Kate Margraf est entraîneur-adjoint des Golden Eagles de Marquette.
En 2011, elle commente la coupe du monde avec Adrian Healey pour ESPN. En 2012, elle commentera les Jeux olympiques sur NBC.